# Porträt des Messer Marsilio und seiner Frau
Das Gemälde Porträt des Messer Marsilio und seiner Frau ist ein Doppelporträt des italienischen Malers Lorenzo Lotto aus dem Jahre 1523. Es befindet sich heute im Museo Nacional del Prado in Madrid.

## Das Gemälde
Das Bild wurde als Auftragswerk angefertigt und zeigt den 21-jährigen Marsilio Cassotti aus Bergamo, der seiner Braut Faustina Assonica einen Ehering überstreift. Dem Anlass entsprechend tragen sie edle Kleider, Faustina trägt ein kostbares rotes Seidenabendkleid sowie eine Perlen-Kette mit Kamee, Marsilio ist in ein dunkles Gewand gehüllt. Beide tragen scufioti, weiche runde Kappen, die im 16. Jahrhundert in Bergamo gebräuchlich waren. Marsilios Kappe ist in Gold mit einem stilisierten Gänseblümchen und kühnem Muster von Blättern geprägt, die scuffia von Faustina ist netzförmig gearbeitet und wird von Goldtauen mit winzigen Zierbändern von blauer Seide gehalten. In ihrem Zentrum ist eine Brosche mit Perlen und ein Saphir. Über beiden, in der Mitte des Bildes, schwebt Amor, der lächelnd zu Marsilio sieht und dabei dem Paar ein Joch auf die Schultern legt.

## Rezeption
Mit der Hochzeit verbesserte Marsilio seinen sozialen Stand, da die Familie Assonica eine höhere gesellschaftliche Stellung innehatte. So ist das Gemälde zunächst als offene Bekundung des hohen sozialen Status der Braut und ihres Reichtums zu werten, der durch die kostspielige Kleidung und den Schmuck zur Schau gestellt werden sollte. Aber das Gemälde ist mehr als bloß das Hochzeitsbildnis eines wohlhabenden Paares, es ist auch eine öffentliche sowie private Erinnerung der Gelübde, die das Paar einander machten und die nicht zuletzt durch die Symbolik des Eherings verdeutlicht wird. Diese Symbolik soll eine Bekräftigung der Rolle von Faustina als liebevolle Gemahlin darstellen, die damit verspricht, eine stets loyale, treue und ergebene Frau zu sein – denn so hat Lorenzo Lotto sie gemalt: zurückhaltend, etwas hinter ihrem Mann stehend und zustimmend den Kopf zu ihm neigend. Beide werden durch den verschmitzt lächelnden Amor verbunden, der dem Paar das Joch der Ehe nicht nur mit ihren angenehmen Rechten und Pflichten, sondern symbolisch auch den möglichen Lasten auferlegt.

## Hintergrund
Lorenzo Lotto fertigte das Bild für Zanin Cassotti, einen prominenten Wolle-Großhändler von Bergamo. Dieser hatte aus Anlass der Hochzeit seines jüngsten Sohnes Marsilio im März 1523 das Werk in Auftrag gegeben. Insgesamt hatte Zanin Cassotti bei Lorenzo Lotto fünf Bilder bestellt, die für die Wohnräume für sich und seiner Kinder bestimmt waren. So beauftragte er ein Bild einer Madonna mit Kind für das Zimmer seines ältesten Sohns Zuan Maria, ferner das Bildnis seines Sohns mit seiner Schwiegertochter Laura sowie eines ihrer zwei jungen Töchter Lucretia und Isabeta.
Der Preis für das Gemälde war ursprünglich mit 30 Dukaten beziffert, allerdings reduzierte Lorenzo Lotto diesen, möglicherweise aus Achtung vor einem großzügigen Kunden, auf 20 Dukaten.
Lorenzo Lotto signierte das Gemälde mit den Angaben „L. LOTUS PICTOR. 1523“, die sich auf dem rechten Ende (links im Bild) des von Amor gehaltenen Jochs befinden.
Das Wort Messer im Titel des Bildes ist eine früher gebräuchliche italienische Anrede für einen Herrn höheren Standes.